# Carmine Ampolo
Carmine Ampolo (Roma, 11 novembre 1947) è uno storico italiano, professore ordinario di Storia greca presso la Scuola Normale Superiore di Pisa, istituzione presso la quale ha insegnato dal 2000 al 2014 e di cui ha presieduto la Classe di Lettere dal 2001 al 2004.

## Biografia

### Studi e insegnamento
Ha conseguito la laurea in Lettere presso l'Università di Roma,  orientatosi allo studio e alla ricerca nel campo della storia antica: è stato poi allievo della Scuola Archeologica Italiana di Atene e dell'École Pratique des Hautes Études, perfezionandosi in seguito all'Università di Friburgo, all'Università di Monaco di Baviera e presso il Darwin College dell'Università di Cambridge.
Fino al 2000, prima dell'arrivo in Normale, ha insegnato storia greca presso l'università di Siena, La Sapienza di Roma e l'Università di Pisa.

### Interessi di ricerca
I suoi interessi sul mondo ellenico riguardano principalmente la storia della Grecia arcaica, l'economia e le istituzioni politiche e sociali della Grecia antica, la storia della Sicilia antica e l'epigrafia siceliota.
Su Roma antica il suo interesse si concentra in particolare sul problema delle origini di Roma e sulla storia dell'Italia pre-romana.
Ha inoltre compiuto studi sull'evoluzione della moderna storiografia del mondo antico.

### Attività e affiliazioni
Dirige da gennaio 2001 il Laboratorio informatico per le lingue antiche "Giuseppe Nenci" (LILA), presso la Scuola Normale, fondato da Giuseppe Nenci nel 1990.
Dalla stessa data dirige inoltre il Laboratorio di Storia, Archeologia e Topografia del Mondo Antico della Scuola Normale, anch'esso fondato da Nenci nel 1984. Nell'ambito dell'attività del Laboratorio di Storia e Archeologia ha diretto gli scavi condotti dalla Scuola Normale nelle aree archeologiche di Antica Entella e Segesta, proseguendo nell'opera di Giuseppe Nenci.
Fa parte, come socio ordinario, dell'Istituto Nazionale di Studi Etruschi ed Italici e, come socio corrispondente, dell'Istituto Archeologico Germanico.
L'attività redazionale riguarda alcune riviste specialistiche, come "Quaderni storici", della cui direzione fa parte, "Gerión", di cui è consigliere di redazione, e "Opus. Rivista internazionale per la storia economica e sociale dell'antichità", di cui è stato direttore.

## Pubblicazioni principali
- La città antica. Guida storica e critica , Roma-Bari, Laterza, 1980
- La politica in Grecia, Roma-Bari, Laterza, 1981
- Plutarco, Le vite di Teseo e Romolo, Milano, Collezione Lorenzo Valla, Mondadori, 1988 (introduzione, traduzione e commento)
- Storie greche. La formazione della moderna storiografia sulla Grecia antica, Torino, Einaudi, 1997